# À gauche toute !
 (février 2022).
Si vous disposez d'ouvrages ou d'articles de référence ou si vous connaissez des sites web de qualité traitant du thème abordé ici, merci de compléter l'article en donnant les références utiles à sa vérifiabilité et en les liant à la section « Notes et références ».

Logtype d'À Gauche Toute !

À Gauche Toute ! est une coalition politique suisse apparue en 2007 et résultant de l'alliance, sur le plan suisse, du Parti ouvrier et populaire (POP) et de solidaritéS qui se réclame de la « gauche combative ». Elle se situe à la gauche du parti socialiste et des Verts.
En Suisse alémanique, l'alliance (dont le nom est Linke Alternative) est également composée des « listes alternatives », présentes dans plusieurs cantons, notamment à Schaffhouse et à Zurich. À Genève, en plus des deux formations principales citées plus haut, s'y ajoutent les communistes et les Indépendants.
En 2011, cette coalition est remplacée par une nouvelle structure : La Gauche.

## Présence politique
À Gauche Toute ! a été présente aux trois échelons du pouvoir politique de la Suisse :
- Sur le plan communal, elle a disposé d'un certain nombre de conseillers communaux.
- Sur le plan cantonal, l'alliance a été bien implantée, notamment en Suisse romande. Dans le canton de Vaud, elle forme un groupe au Grand Conseil.
- Sur le plan fédéral, la coalition fut présente au Conseil national jusqu'en 2011 où elle disposait d'un siège, occupé par le vaudois Josef Zisyadis.

### À Genève
En 2005, l'Alliance de gauche, qui réunit le Parti du Travail, solidaritéS et les Indépendants de Gauche, éclate à la suite de divergences. Aux élections cantonales genevoise de l'automne 2005, ces partis n'obtiennent pas le quorum de 7 % des suffrages à la suite de ces divisions et à la présence d'une autre liste du Parti communiste (résultat de la scission de la jeunesse du Parti du Travail). La gauche de la gauche est alors exclue du parlement.
L'année suivante, ces partis parvient à s'entendre et à élaborer un projet commun. La nouvelle coalition prend le nom d’À gauche toute ! et rejoint ainsi la coalition nationale homonyme. La coalition du canton de Genève regroupe le Parti communiste genevois, le Parti du travail, solidaritéS et les Indépendants de gauche.
Ces mêmes partis se sont regroupés au niveau national dans le parti de La Gauche en 2009.
Aux élections municipales du printemps 2007, À gauche toute ! Genève obtient 20 élus dans quatre communes et deux conseillers administratifs : Rémy Pagani à Genève et Jeanine de Haller à Carouge.
Aux élections municipales de 2011, puis aux élections cantonales de 2013, la coalition change de nom en Ville de Genève pour celui d'Ensemble à gauche.